# Rebecca McFarland
Rebecca McFarland (Lafayette, Luisiana) es una actriz estadounidense de cine y televisión, reconocida por sus numerosos papeles de reparto desde 1996.

## Biografía
McFarland nació en Lafayette, Luisina y creció en Nueva Orleans, donde asistió a la Universidad de Tulane y se graduó en arte dramático.
Obtuvo reconocimiento con su papel de Val Gibson en la serie de televisión Working (1998–1999) y tuvo otras participaciones en seriados como Big Easy (1996), Diagnosis: Murder (1996), Seinfeld (1996), Star Trek: Voyager (1997), NYPD Blue (2001–2002), CSI: Crime Scene Investigation (2003), Charmed (2003), NCIS (2005), Ghost Whisperer (2010), The Mentalist (2012), Two and a Half Men (2003–2012), Faking It (2014-2016) y Grey's Anatomy (2016).

## Filmografía

### Cine y televisión
| Año       | Título                         | Papel                       |
| --------- | ------------------------------ | --------------------------- |
| 1996      | The Big Easy                   | Gigi                        |
| 1996      | Diagnosis: Murder              | Janie                       |
| 1996      | Seinfeld                       | Anna                        |
| 1997      | Pacific Blue                   | Allie McNeil                |
| 1997      | Silk Stalkings                 | Amber                       |
| 1997      | Party of Five                  | Francey                     |
| 1997      | Total Security                 | Jane Oliver                 |
| 1997      | Jenny                          | Penelope                    |
| 1997      | Star Trek: Voyager             | Talli                       |
| 1997      | Scream 2                       | Chica en el teatro          |
| 1998      | Grace Under Fire               | Barbara Ann                 |
| 1998      | Union Square                   | Loretta                     |
| 1998      | Maximum Bob                    | Debbie Lefcowitz            |
| 1998      | The Army Show                  | Christine                   |
| 1998      | Art House                      | Molly Fitzsimmons           |
| 1998–1999 | Working                        | Val Gibson                  |
| 1999      | Norm                           | Nancy                       |
| 2001      | Philly                         | Rachel Borden               |
| 2001      | Elvis Took a Bullet            | Polly                       |
| 2001–2002 | NYPD Blue                      | Jennifer Prince/Donna Finer |
| 2002      | Once and Again                 | Melissa                     |
| 2003      | CSI: Crime Scene Investigation | Jason Kent's Attorney       |
| 2003      | Tremors                        | Dra. Ellie Bergen           |
| 2003      | Charmed                        | Lynn                        |
| 2003-2012 | Two and a Half Men             | Leanne                      |
| 2004      | A Place Called Home            | Jan Kyles                   |
| 2004      | Century City                   | Sra. Jansen                 |
| 2005      | NCIS                           | Detective Rachel Rapp       |
| 2005      | Play Dates                     | Karen                       |
| 2006      | Friday Night Lights            | Susanne Derr                |
| 2006      | Hollis & Rae                   | Adeline                     |
| 2007      | Eyes                           | Vanessa Leary               |
| 2007      | LA Blues                       | Caren                       |
| 2007-2008 | The Dresden Files              | Susan Rodriguez             |
| 2008      | Saving Grace                   | Jeannie Jenney              |
| 2008      | Man of Your Dreams             | Sally                       |
| 2008      | Happy Campers                  | Mimi                        |
| 2009      | The Eastmans                   | Maddie Ross Eastman         |
| 2010      | Ghost Whisperer                | Joan                        |
| 2010      | Human Target                   | Rachel Applebaum            |
| 2011      | Franklin & Bash                | Katherine Mack              |
| 2012      | Cupid, Inc.                    | Nancy                       |
| 2012      | The Mentalist                  | Helen                       |
| 2012      | Happily Divorced               | Karen                       |
| 2012      | The Manzanis                   | Karen                       |
| 2013      | Cult                           | Teri McNabb                 |
| 2013      | True Blood                     | Maggie Devins               |
| 2013      | Perception                     | Pam Carlson                 |
| 2013      | Trooper                        | Ilene Katz-Klausner         |
| 2013      | Bones                          | Linda McCord                |
| 2013      | NCIS: Los Angeles              | Maggie Vasile               |
| 2014      | Chelsey and Kelsey             | Samantha                    |
| 2014      | Major Crimes                   | Vanessa                     |
| 2014-2016 | Faking It                      | Farrah Raudenfeld/Cooper    |
| 2015      | Red Band Society               | Sylvia Roth                 |
| 2016      | Grey's Anatomy                 | Tara Parker                 |